# تربیوم (III) اکسید
تربیوم(III) اکسید (به انگلیسی: Terbium(III) oxide) یک ترکیب شیمیایی با شناسه پاب‌کم ۱۵۹۴۱۰ است. شکل ظاهری این ترکیب، بلورهای سفید است.